# Public history
Public history (veřejná historie) je označení činností, které se zabývají historií mimo akademické prostředí. Patří sem oblasti jako kultura paměti, památková péče, péče o památníky, archivnictví, orální historie a muzejnictví.
Termín vznikl na konci 70. let ve Spojených státech a Kanadě. Od té doby se tato oblast stále více profesionalizovala. Ve střední Evropě jsou tyto oblasti práce ještě značně samostatné.
Public history je obtížné definovat, protože zahrnuje širokou škálu aktivit. Lze však uvést tři společné charakteristiky:
- aplikace historických metod
- zaměření na veřejný užitek, který přesahuje pouhou archivaci dokumentů a jejich akademické zpracování
- důraz se klade na odborné vzdělávání a praxi

National Council on Public History USA formulovala v roce 1989, že public history „podporuje využití dějin ve společnosti prostřednictvím profesionální praxe“, tj. „podporuje sociální využití historie pomocí profesionální praxe“.